# Море, Антуан дю Бек-Креспен
Антуан дю Бек-Креспен (фр. Antoine du Bec-Crespin; ум. 13 августа 1658, Гравелин), граф де Море (Moret) — французский генерал, участник Тридцатилетней и франко-испанской войн.

## Биография
Младший сын Рене II дю Бек-Креспена, маркиза де Варда, и Жаклин де Бёй, графини де Море.
19 апреля 1646 года получил роту в кавалерийском полку Его Королевского Высочества. В том же году был, как и его старший брат, при осадах и взятии Куртре, Берга, Мардика, Дюнкерка и Ла-Басе, в 1647 году при осаде и взятии Ланса и Ипра и участвовал в битве при Лансе в 1648 году.
16 февраля 1649 года, после отставки маркиза д’Амийи, стал кампмейстером кавалерийского полка. Служил при осаде и взятии Конде, деблокировании Гюиза, осаде и взятии Ретеля, а в 1650 году участвовал в Ретельском сражении.
В 1651 году переведен на театр военных действий в Каталонию, где участвовал в оборонительных операциях в том году и следующем. 26 марта 1652 произведен в лагерные маршалы.
16 июня 1655 года повышен до генерал-лейтенанта. В составе армии маршала Тюренна участвовал в осаде и взятии Ландреси, Конде и Сен-Гилена. В 1656 году принимал участие в осаде Валансьена, и был взят в плен в бою под этим городом.
13 декабря 1657 назначен командовать кавалерией в Мардике, на который собирались напасть испанцы.
16 января 1658 года получил должность губернатора Эдена, вакантную после смерти Бельбрюна, и в тот же день — пехотный полк и роту шеволежеров, которые должны были разместиться там в качестве гарнизона. Не смог приступить к обязанностям, так как городом овладел принц Конде.
Участвовал в осаде Дюнкерка, сражался в битве на дюнах, был при осаде и взятии Берга, Диксмёйде, Фюрна, и осаде Гравелина, где был убит при атаке редута.

## Семья
Был холост. У Антуана дю Бек-Криспена был внебрачный сын (по утверждению Обера де Ла-Шене де Буа, его матерью была Нинон де Ланкло):
- Антуан дю Бек-Криспен, называемый шевалье де Море, убит при осаде Лилля (Lille) или Лиля (L’Isle) в 1667.